# Glina (Bloke, Slovenija)
Glina je naselje u slovenskoj Općini Bloki. Glina se nalazi u pokrajini Notranjskoj i statističkoj regiji Notranjsko-kraškoj. 

## Stanovništvo
Prema popisu stanovništva iz 2002. godine naselje je imalo 36 stanovnika.